# Clarke Quay

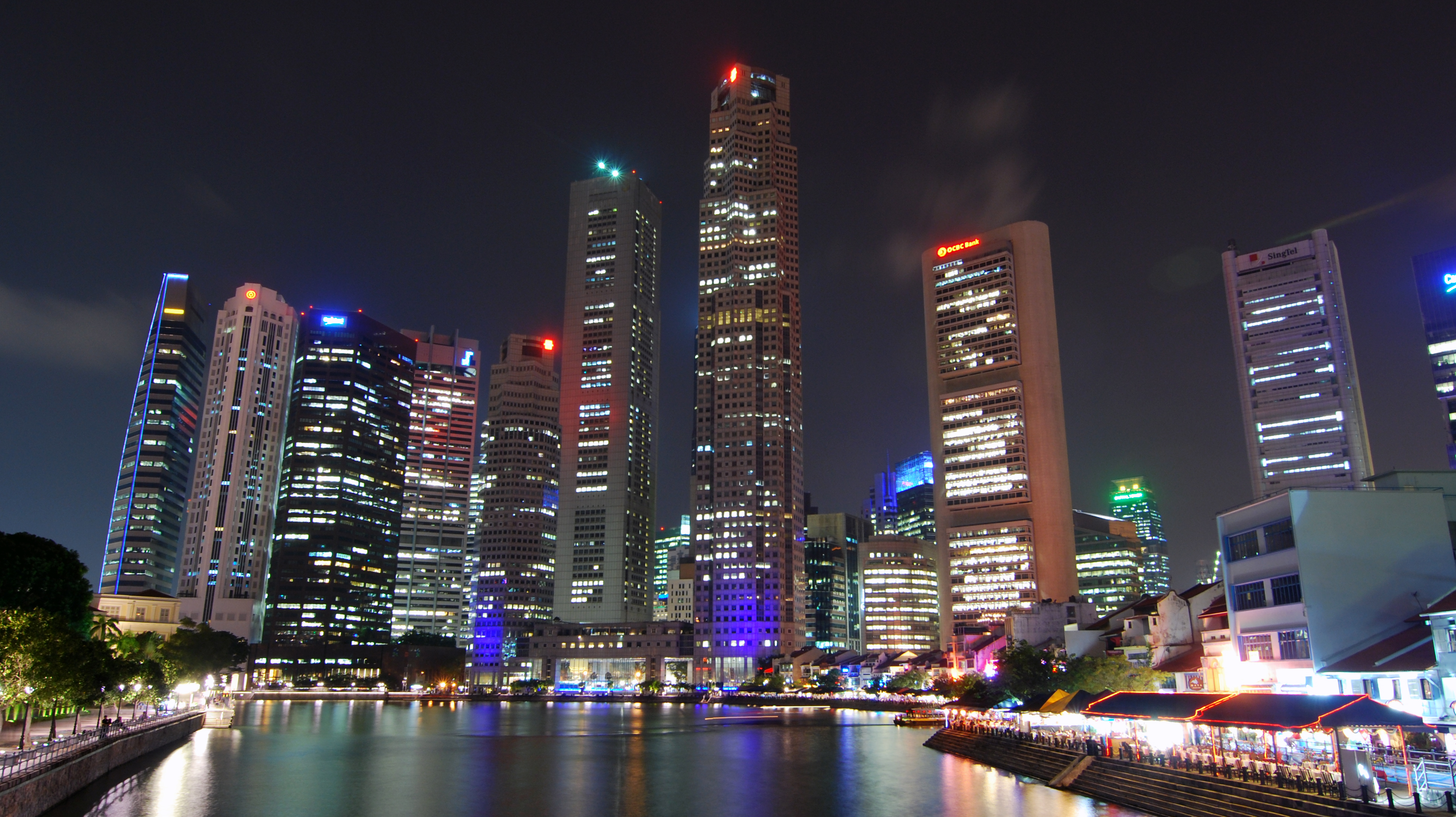
Der Singapore River und die Skylines in Singapur bei Nacht

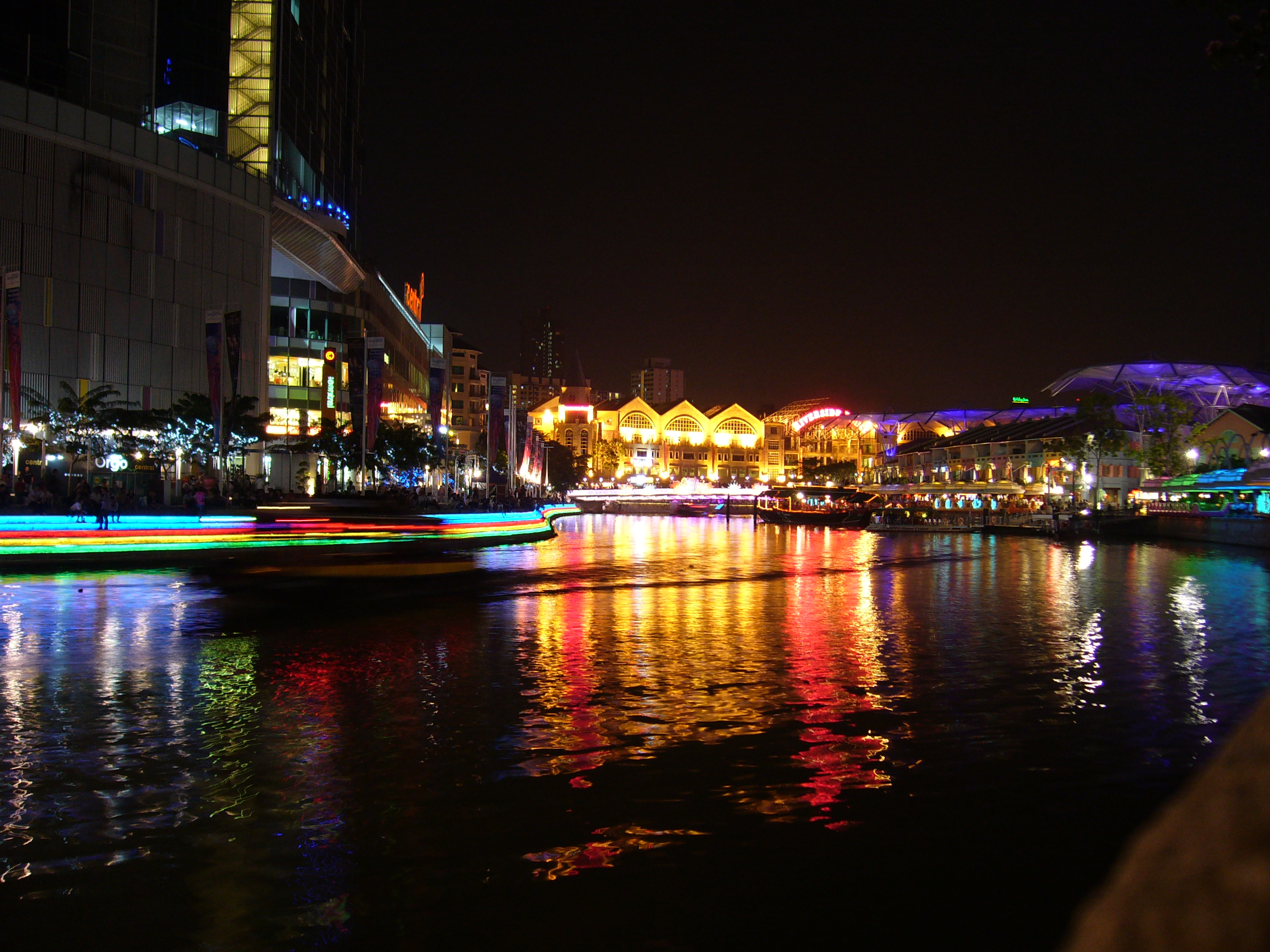
Clarke Quay bei Nacht

Clarke Quay (CQ) ist ein durch Mauern befestigter Uferdamm – auch Kai genannt – am Singapore River im Zentrum von Singapur. Heute ist CQ für seine vielen Bars, Restaurants und Clubs bekannt, die rund um den Hafen verteilt sind.

## Geschichte
Clarke Quay wurde nach Sir Andrew Clarke, dem zweiten Gouverneur Singapurs benannt, der eine wichtige Schlüsselrolle bei der Positionierung Singapurs als Hafen für die malaiischen Staaten Perak, Selangor und Sungei Ujong spielte.
Heute ist Clarke Quay ein aus fünf Blöcken restaurierter und mit Lagerhäusern bestehender Hafen, der viele Restaurants und Diskotheken aufweist. Die verschiedenen Blöcke sind verschiedenen Kulturbereichen zugeordnet, die von indischen und chinesischen Tänzen, über verschiedene Cocktail- und Bierbars ebenso einheimische und beliebte Speisen anbieten.